# Варламова, Екатерина Николаевна
Екатерина Николаевна Варламова (17 августа 1928 год, Ленинград) — советская, российская танцовщица, хореограф. Солистка Башкирского государственного ансамбля народного танца (1947—1951, 1955—1970), Художественный руководитель ансамбля народного танца «Ирендек» Башкирского государственного университета (1971—1991). Заслуженный работник культуры РСФСР (1979), заслуженная артистка Башкирской АССР (1963).

## Биография
Екатерина Николаевна Варламова родилась 17 августа 1928 года в Ленинграде. Её отец Николай Варламов был проектировщиком на одном из предприятий Ленинграда. В середине 1930-х годов он был направлен на работу вместе с другими инженерами в Казахстан, на медеплавильный комбинат. Однажды почти все инженерно-технические работники комбината были арестованы и расстреляны.
В марте 1938 года Екатерина Варламова с сестрой остались и без мамы — её выслали сначала на север, а когда началась война — в Казахстан. Мать Е. Н. Варламовой провела в лагерях почти десять лет, а девочка воспитывалась в семье родной сестры своей мамы. Одна из сестёр Екатерины Николаевны умерла во время блокады Ленинграда от голода.
Во время Великой Отечественной войны Катя оказалась в эвакуации в Нижнем Тагиле, где её определили в ремесленное училище. Танцевальный кружок в ремесленном училище вела бывшая балерина Мариинского театра, гречанка, которая дала азы балетного искусства Екатерине Варламовой.
После войны вернулась мама, сестра устроилась на флот, а Катя, вернувшаяся из Нижнего Тагила, поступила в Гидрометеорологический институт секретарем-машинисткой, хотя совсем не умела печатать на машинке.
Жилья не было, и Варламовы решились на переезд в Башкирию, в город Бирск, но к этому времени их родственники из Бирска вернулись в Ленинград, и они оказались одни в незнакомом городе. Нужно было зарабатывать на жизнь: плохо видевшая мать шила на заказ, а Екатерина работала в РОНО. Екатерина и в Бирске продолжала танцевать и, конечно, мечтала о большой сцене. После одного из концертов в Уфе, Екатерину Варламову стали приглашать в филармонию, в артистические бригады. Но баянист Тагир Каримов (будущий композитор) посоветовал пойти в Башкирский государственный ансамбль народного танца.
Екатерина Николаевна всегда относилась с руководителю ансамбля Файзи Адгамовичу Гаскарову с большим уважением:
Он был очень сложным человеком, его трудно поставить в какие-то рамки, как, впрочем, и любого гениального человека. Неоспоримо одно: это был не просто талант — талантище…
. Ф. А. Гаскаров умел находить индивидуальное в каждом танцоре и, как говорит Екатерина Николаевна, «вытягивать эту индивидуальность наружу». Гаскаров ценил в Варламовой эту индивидуальность, ценил её за большой талант и трудолюбие, относился к ней с уважением.

«Умение сочетать подлинность народного темперамента с профессиональной техникой и мастерством — это большое искусство», — сказал однажды о Гаскарове Игорь Моисеев.
В ансамбле Файзи Гаскарова Екатерина Варламова познакомилась со своим будущим мужем, баянистом Владимиром Дмитриевичем Масленниковым, с которым прожила в счастливом браке 52 года.
Екатерина Варламова была солисткой Башкирского государственного академическом ансамбля народного танца в 1947—1951 и 1955—1970 годах, в период наивысшего расцвета таланта Файзи Гаскарова как балетмейстера и хореографа. Перерыв в работе был связан только с призывом мужа в армию, Екатерина отправилась вместе с ним танцевать в армейском танцевальном коллективе.
Башкирский государственный ансамбль народного танца получал приглашения из разных стран. Екатерина Варламова привозила из каждой поездки за границу новые танцы. Своими впечатлениями от этих поездок она делилась с читателями газет и журналов. Почти под каждой статьёй о зарубежных гастролях Башкирского ансамбля в 1950—1960-е годы можно было увидеть имя Екатерины Варламовой.
Но танцоры рано уходят на заслуженный отдых. Из Башкирского академического государственного ансамбля народного танца Екатерина Варламова ушла в один день с Файзи Гаскаровым.
Екатерину Николаевну пригласили в Башкирский государственный университет (был тогда во всех вузах факультет общественных профессий — ФОП) художественным руководителем ансамбля народного танца. Она основала ансамбль «Ирендек» (Ирендык — название одной из самых высоких гор в Башкортостане). В ансамбле занимались будущие преподаватели, учёные, инженеры с разных факультетов вуза, некоторые из них стали профессиональными танцорами, танцевали в различных танцевальных коллективах республики, стали руководителями танцевальных коллективов (например, Заслуженный артист РБ,народный артист РБ Риф Габитов, Заслуженный артист РБ Урал Муртазин и др.).
С 1971 по 1991 год Екатерина Варламова проработала художественным руководителем ансамбля народного танца «Ирендек» Башкирского государственного университета.
В 1999—2008 годах, несмотря на преклонный возраст, продолжала работать педагогом театрального центра детского творчества «Маска».
Большой вклад Екатерины Николаевны Варламовой в развитие культуры Республики Башкортостан был по достоинству оценён.
В 1963 году Екатерина Варламова стала заслуженной артисткой Башкирской АССР, в 1979 году — была удостоена звания «Заслуженный работник культуры РСФСР».
Екатерину Николаевну помнят и ценят в обоих коллективах — Башкирском государственном ансамбле народного танца и Башкирском государственном университете, в ансамбле народного танца «Ирендык».

## Творчество
Специалисты отмечают, что исполнительское искусство Екатерины Варламовой отличалось особой грациозностью, выразительностью мимики и жеста, отточенностью движений. Героини Варламовой в украинском танце «Гопак», русском — «Обновочка», башкирском — «Һыбайлы ҡыҙ» («Наездница»), хореографической миниатюре «Танец румынских цыган» полны жизнерадостности, неукротимой энергии. Мастерское исполнение Варламовой танцев народов Востока (вьетнамского, индийского, корейского, пакистанского и др) вызывало восторг публики. Экзотический в 1950—1960-е годы индийский танец «Павлин» в исполнении Екатерины Варламовой с настоящим павлиньим хвостом вызывал везде бурю аплодисментов (был поставлен индийским танцовщиком Чандром Кантом).
Танцевальному искусству Екатерина Николаевна Варламова посвятила 40 лет своей жизни.
Танцевальный коллектив «Ирендек» Башкирского государственного университета, которым она руководила в течение двадцати лет, добился высоких результатов — неоднократно становился лауреатом республиканских фестивалей «Студенческая весна» и конкурсов танцевальных коллективов, лауреатом Всесоюзных фестивалей самодеятельного творчества. Воспитанник Екатерины Варламовой Риф Габитов поставил для родного коллектива танец «Байтал юрга», которому рукоплескали на фольклорных фестивалях в Италии, Болгарии, Чехии, Франции, Испании, Узбекистане.